# Karen McCluskey
Karen Bender (née Simmons, ex-McCluskey) est le nom d'un personnage fictif du feuilleton Desperate Housewives, interprété par Kathryn Joosten.

## Histoire du personnage

### Saison 1
Karen McCluskey est une résidente de Wisteria Lane, qui se chamaille très souvent avec Lynette Scavo à cause des trois fils de celle-ci. Cependant, alors qu'elle gardait les enfants de Lynette, Karen montre une meilleure image d'elle quand elle félicite les enfants Scavo d'offrir un cadeau pour leur mère, bien qu'ils aient volé son pot de fleur ; par la suite, elle leur parla de son fils dont une photo était accrochée dans le salon, décédé très jeune.

### Saison 2
Elle attaqua accidentellement le collègue de Lynette par un taser quand elle crut qu'il était pédophile. Dans l'épisode 2x15, elle trouva Bree en état d'ébriété, en train de dormir sur la pelouse face à sa maison et rapporta cet événement aux amis de Bree dont Lynette qui avait des soupçons contre elle et sa dépendance à l'alcool. Dans l'épisode 2x19, elle déclare à Lynette que Parker lui a proposé de lui offrir un esquimau si elle acceptait de lui montrer son vagin. Afin de le dissuader de poser d'autres questions d'ordre sexuel, elle conseille à Lynette de lui dire qu'il s'agit de quelque chose de sale. Vers la fin de la deuxième saison, elle poussa Lynette à surveiller Tom lorsque cette dernière s'inquiétait des étranges voyages à Atlantic City qu'il faisait.

### Saison 3
Les apparitions de Karen McCluskey sont de plus en plus fréquentes, devenant ainsi un personnage prééminent. En effet, elle est à l'origine de la manifestation contre Art Shephard, soupçonné de pédophilie.
On découvre que son mari, Gilbert, est dans son congélateur depuis des années. En fait, Karen, qui a de faibles ressources, s'est trouvée désemparée lors de la mort de son mari, car elle a découvert qu'elle n'hériterait pas de son compagnon. Ce dernier avait en effet oublié de changer le nom du bénéficiaire de l'argent en cas de décès, qui serait donc son ex femme. Karen n'a donc rien signalé aux administrations et a conservé son mari au frais. Puis, Karen étant hospitalisée à cause d'une chute, sa voisine découvre le cadavre dans le congélateur en panne, du fait de l'odeur dégagée.

### Saison 4
La maison de Mme McCluskey est détruite pendant la tornade qui ravage Fairview, laissant Ida et la famille Scavo, qui s'étaient réfugiés dans sa cave, sous les décombres. Mme McCluskey apprend par la suite qu'Ida s'est sacrifiée pour sauver la famille Scavo.

### Saison 5
Mme McCluskey a le malheur de titiller Edie Britt au sujet de son opulente poitrine. Mais elle ne pensait pas réveiller la douce et vicieuse colère du nouveau mari de Edie : Dave.  
Celui-ci s'occupe de lui organiser une fête pour ses 70 ans. Mais juste avant la fête, il s'introduit chez elle et déplace des affaires dans sa maison. Karen s'énerve et prend une batte de baseball pour aller frapper Dave; ce qu'il avait planifié. Finalement, elle est hospitalisée dans un service psychiatrique. Mais elle prépare sa vengeance. Mme McCluskey appelle sa sœur Roberta ; elles parviennent à contacter le Dr Heller, le psychiatre de Dave.

### Saison 6
Karen s'éprend de Roy Bender, un voisin aussi âgé qu'elle. Ils finissent par se marier mais Karen déclare un cancer. Mais elle réussit à le vaincre dans l'épisode 18.

### Saison 7
Elle est particulièrement sarcastique envers son ennemi, Paul Young. Par la suite, elle refuse de donner un rein à Susan Delfino. Elle continue de vivre heureuse avec Roy.

### Saison 8
Elle vit tranquillement jusqu'au jour où elle apprend que son cancer a récidivé, et qu'il a atteint le cerveau. Elle décide de quitter Roy, pour éviter de lui infliger sa mort, mais décide tout compte fait de se remettre avec lui. Elle meurt dans le dernier épisode, après s'être dénoncée pour le meurtre commis par Carlos Solis, afin de sauver ce dernier ainsi que Bree, la principale suspecte dans cette affaire. Elle est donc la onzième personne concernée dans le secret « Alejandro » avec Carlos, Susan, Gabrielle, Lynette, Orson, Bree, Mike, Tom, Ben et Bob. Le dernier jour avant sa mort, elle arrange la réconciliation entre Bree et son avocat (Trip Weston). Elle vit fièrement ses dernières heures chez elle comme elle le désirait auprès de Roy, au son de la chanson Wonderful, Wonderful de Johnny Mathis (sur un 45 tours trouvé par Trip). Elle apparait en tant que fantôme à la fin de l'épisode 23, aux côtés de son fils. L'on peut aussi remarquer qu'elle mourut au moment où Julie Mayer accoucha, elle mourut donc au moment où une nouvelle vie commença.